# 안드레이 루블료프 (영화)
《안드레이 루블료프》(러시아어: Андрей Рублёв, Andrey Rublyov, 러시아어: Страсти по Андрею)는 안드레이 타르콥스키, 안드레이 콘찰롭스키 감독의 1966년 소련의 전기 역사 드라마 영화이다. 이 영화는 15세기 러시아의 성화 화가 안드레이 루블료프의 삶을 어느 정도 기반하고 있다. 이 영화는 아나톨리 솔로니친, 니콜라이 그린코, 이반 라피코프, 니콜라이 세르게예프, 니콜라이 불리야예프, 그리고 타르콥스키의 아내 이르마 라우시가 출연한다. 러시아의 유명한 복원 전문가이자 미술사가 사바 얌시코프는 이 영화의 과학 고문이었다.
안드레이 루블료프는 15세기 러시아를 배경으로 하고 있다. 이 영화가 안드레이 루블료프의 삶을 어느 정도 기반에 두고 있지만, 중세 러시아의 사실주의 초상화를 묘사하는 것을 시도한다. 타르콥스키는 궁극적으로는 러시아 차르국을 일으킨 러시아 역사의 격변의 시기 동안 세계 역사의 인물로서의 예술가와 러시아 역사 정체성의 공리로서의 기독교를 보여주는 영화를 만들려고 하였다. 이 영화의 주제에는 예술적 자유, 종교, 정치적 모호성, 자가 교육, 억압 정권체제에서의 예술의 창조를 포함한다. 이러한 이유로 1966년 모스크바에서 단독 상영한 것을 제외하고 공식적으로 무신론적, 권위주의적인 소련 국내에서는 완성 후 수년 동안 개봉되지 않았다. 이 영화 버전은 1969 칸 영화제에서 상영되었으며, 국제영화비평가연맹 상이 수여되었다. 1971년에 검열된 영화판이 소련에 출시되었다. 이 영화는 1973년 미국 개봉 시 컬럼비아 픽처스를 통해 상업적인 이유로 추가적으로 삭제되었다. 이러한 결과로 이 영화는 여러 버전이 존재한다.

## 출연
- 아나톨리 솔로니친: 안드레이 루블로프 역
- 이반 라피코프: 키릴 역
- 니콜라이 그린코: 다닐 역
- 니콜라이 세르게예프: 페오판 역
- 니콜라이 불리야예프: 보리스카 역